# Mexicoscylus
Mexicoscylus is een kevergeslacht uit de familie van de boktorren (Cerambycidae). De wetenschappelijke naam van het geslacht werd voor het eerst geldig gepubliceerd in 2010 door Martins & Galileo.

## Soorten
Mexicoscylus omvat de volgende soorten:
- Mexicoscylus bivittatus (Gahan, 1892)
- Mexicoscylus nigritarse Galileo & Martins, 2013
- Mexicoscylus rosae Martins & Galileo, 2011